# Montgermont

Montgermont este o comună în departamentul Ille-et-Vilaine, Franța. În 1 ianuarie 2022 avea o populație de 3.777 de locuitori.